# الصفاء (السياني)

تعديل مصدري - تعديل

الصفاء محلة تابعة لقرية وعل، التابعة لعزلة الدامغ بمديرية السياني إحدى مديريات محافظة إب في الجمهورية اليمنية.، بلغ تعداد سكانها 159 حسب تعداد اليمن لعام 2004.